# Стелла, Джанфранко
Джанфранко Стелла (итал. Giulio De Florian; род. 20 декабря 1938, Азиаго, Венеция) — итальянский лыжник, призёр чемпионата мира. 
На Олимпиаде-1964 в Инсбруке занял 18-е место в гонке на 30 км.
На Олимпиаде-1968 в Гренобле занял 13-е место в гонке на 15 км и 23-е место в гонке на 30 км.
На Олимпиаде-1972 в Саппоро был 28-м в гонке на 15 км.
На чемпионате мира 1966 года в Осло завоевал бронзовую медаль в эстафетной гонке. 